# سونغ (فئة غواصة)
سونغ (فئة غواصة) تسمى هذه الغواصة في الصين (تايب 039), تم بناء الغواصة الهجومية من طراز سونغ بواسطة ترسانة ووتشانغ لبناء السفن لصالح بحرية جيش التحرير الشعبي الصيني في الصين، كانت أول غواصه تبنى محليا في الصين وسبقتها غواصات مينغ (فئة غواصة) وتبعتها غواصات يوان (فئة غواصة) (تسمى احيانا ب تايب 039A)
تم تقديم الغواصة سونغ لتحل محل غواصة مينغ (فئة غواصة).

تم وضع العارضة الأولى للغواصة الأولى من الفئة (تحمل الرقم 320) في عام 1991 , تم إطلاقها في مايو 1994 ولكن لم يتم تشغيلها حتى يونيو 1999 نظرًا لمشاكل التصميم والأداء.

بعد عمل إعادة التصميم الشامل، تم تقديم نسخة معدلة جديدة تُعرف ب (تايب 039G), التصميم الجديد قلل من البصمة الصوتيه وعزز أداء الغواصة تحت الماء.

تم إطلاق أول غواصه نوع (تايب 039G)و (تحمل الرقم 321) في نوفمبر 1999 وتم تشغيلها في أبريل 2001.

تم البدء ببناء الغواصة الثانية من نفس الفئة (تحمل الرقم 322) في ديسمبر 2001 بينما دخلت الغواصة الثالثة (تحمل الرقم 323)الخدمة في نوفمبر 2003.

بدأ البناء على نسخة جديدة أخرى عرفت باسم (تايب 039G1) في ترسانة ووتشانغ وجيانجنان في عام 2004 وتم بناء سلسلة من 12 غواصة في حوضي بناء السفن هذين.

## التصميم
بدن الغواصة سونغ مصنوع بشكل انسيابي هايدروديناميكي وهي أول غواصة بدنها يشبه شكل الدمعة. حيث ان جسم الغواصة على شكل قطرة ماء والبدن مغطى ببلاط مطاطي لامتصاص الموجات الصوتية للسونار. المحرك الدافع مزود بمروحه من 7 شفرات وقاعدة ماصه للصدمات وتضم الغواصة التقنيات الصينية والغربية.

## المهام
تم تصميم الغواصة في المقام الأول مهام اللحرب المضادة للغواصات والحرب المضادة للسطح ويمكن أن تؤدي أيضا مهام الاستطلاع وزرع الألغام والدوريات.

## التسليح
تم تجهيز الغواصة سونغ بنظام قتال متعدد الأدوار ونظام قيادة. إنها نسخة مطورة من نظام القتال والقيادة المستخدم في غواصات مينغ.
تُستخدم البيانات التي يوفرها النظام للتحكم في الغواصة وإطلاق الطوربيدات والصواريخ.

تم تجهيز الغواصة بستة أنابيب طوربيد عيار 533 مم للطوربيدات والصواريخ المضادة للسفن. يمكن أن تطلق هذه الأنابيب طوربيدات من طراز (YU-3) المضاد للغواصات وكذلك طوربيدات من طراز (YU-4)المضاد للسفن.

تبلغ سرعة (YU-4) حوالي 30 عقدة ويبلغ مداه 6 كم.

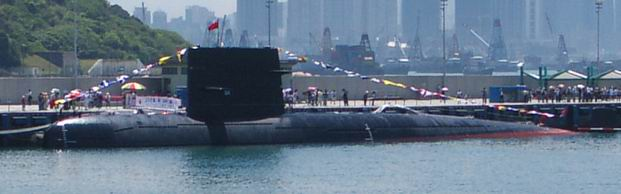
غواصة تايب 039G

يمكن أن تحمل الغواصة أيضًا 24 إلى 36 من الألغام البحرية التي يتم إطلاقها بدلاً من الطوربيدات.

تم تزويد الغواصة أيضا بصواريخ كروز نوع (YJ-8)المضادة للسفن التي يتم إطلاقها من أنابيب الطوربيد.

ينطلق الصاروخ YJ-8 بسرعة 0.9 ماخ ويمكنه ضرب الأهداف السطحيه في مدى 80 كم كماأنه يحمل رأس حربي بوزن 165 كغم.

## الالكترونيات
تم تجهيز الغواصة بمجموعة SRW209 للحرب الإلكترونية التي تشتمل على تدابير دعم إلكترونية وجهاز رادار للتحذير من التهديدات المعادية ومكتشف الاتجاه الراديوي.

النظام يمكن تشغيله أوتوماتيكيا بالكامل وتشغيله يدوياايضا. إنه يعمل على نطاقات (S - Ku) ويمكن ربطه بنظام البيانات القتالي.

تتكون باقه المستشعرات الموجوده في الغواصة على مستشعر فعال/سلبي في القوس الامامي يعمل على الترددات المتوسطه ومعترض سلبي ومحدد مديات كما يوجد مستشعرات سلبيه موجوده على جوانب الغواصة.
 
يمكن للسونار المثبت على القوس أن يتتبع 4-12 هدفًا في وقت واحد، في حين أن الرادارات المنخفضة التردد المثبتة على الجوانب يمكنها تتبع أربعة أهداف في وقت واحد بحد أقصى يصل إلى 30 كم.
تؤدي مجموعة السونار أيضًا وظائف الاتصال والتحذير من الطوربيدات المعاديه المقتربه تم تجهيز رادار I-band أيضًا لمهام البحث السطحي.

## المحركات والدفع
تم تجهيز الغواصة سونغ بنظام دفع يعمل بالديزل والكهرباء.

تقوم 3 محركات ديزل الألمانية من نوع MTU 16V396SE84 بأدارة وتحريك المروحة الدافعه الكبيرة غير المتناظرة ذات السبعة الشفرات عبر عمود واحد.
تم تجهيز الغواصة بأربعة محولات ومحرك كهربائي واحد.

## المستخدمون
-.بحرية جيش التحرير الشعبي الصيني: تم بناء 13 غواصة سونغ ويعتقد ان 12 منها في الخدمة.

## زبائن محتملون
: عرضت الصين الغواصة سونغ للبيع إلى تايلاند في عام 2007. ولكن لم تبرم الصفقة لافتقار البحرية الملكية التايلاندية إلى البنية التحتية لدعم الغواصات.